# Lacinipolia strigicollis
Lacinipolia strigicollis är en fjärilsart som beskrevs av Hans Daniel Johan Wallengren 1860. Lacinipolia strigicollis ingår i släktet Lacinipolia och familjen nattflyn. Inga underarter finns listade i Catalogue of Life.